# Нью-Зиланд Брейкерс
«Нью-Зиланд Брейкерс» — новозеландский профессиональный баскетбольный клуб, участвующий в чемпионате Австралии по баскетболу.
Брейкерс Вошли в состав лиги в 2004 году, когда своё существование прекратила команда Хантер Пиратес.
Клуб базируется в городе Окленд (Новая Зеландия) и проводит свои матчи на North Shore Events Centre, вмещающей 4400 зрителей.
В настоящее время, командой владеет местный бизнесмен Пол Бэквел.
Нью-Зиланд Брейкерс является единственной командой НБЛ за пределами Австралии.
С 2005 года в течение 8 сезонов клуб австралийский лиги НБЛ «Нью-Зиланд Брейкерс» тренировал Андрей Леманис. Являясь единственной командой НБЛ за пределами Австралии, «Нью-Зиланд Брейкерс» под его руководством стала победителем чемпионата Австралазии по баскетболу 2011, 2012 и 2013 годов.